# Lissemysia agrawali
Lissemysia agrawali är en plattmaskart som beskrevs av Singh och Tewari 1985. Lissemysia agrawali ingår i släktet Lissemysia och familjen Aspidogastridae. Inga underarter finns listade i Catalogue of Life.